# Listă de poeți: V
A - Ă - B - C - D - E - F - G - H - I - Î - J - K - L - M - N - O - P - Q - R - S - Ș - T - Ț - U - V - W - X - Y - Z

### V

#### Va-Ve
- Jean Valentine
- Mona Van Duyn
- Cesar Vallejo, (1892-1938)
- Paul Valéry, (1871-1945), Francez autor și poet din școala simbolistă
- Matija Valjavec, (1831-1897)
- Dimitris Varos,  (1949-)
- Pashko Vasa
- Dacian Vasincu (1970-)
- Henry Vaughan, (1621-1695)
- Vazha-Pshavela (Luka Razikashvili), (1861-1915)
- Sasa Vegri, (născut în 1934)
- Vemana
- Helen Vendler
- Jacint Verdaguer, (1845-1902)
- Paul Verlaine, (1844-1896)
- Jonas Very,

#### Vi-Vo
- Maja Vidmar, (născut în 1961)
- Tit Vidmar, (1929-1999)
- Francis Vielé-Griffin poet simbolist
- Peter Viereck
- Francois Villon, (secolul XV francez)
- François Villon, (1431-c.1474)
- Gilles Vigneault, (născut în 1928),
- Alfred de Vigny, (1797-1863)
- Cene Vipotnik, (1914-1972)
- Publius Vergilius Maro
- Jani Virk, (născut în 1962)
- Jozef Virk, (1810-1880)
- Roemer Visscher, (1547-1620), poet olandez
- Anton Vodnik, (1901-1965)
- France Vodnik, (1903-1986)
- Valentin Vodnik, (1758-1819), poet, jurnalist, filolog.
- Bozo Vodusek, (1905-1978)
- Herman Vogel, (1941-1989)
- Walter von der Vogelweide
- Walther von der Vogelweide, (aprox. 1170-c. 1230)
- Vincent Voiture, (1598-1648)
- Joze Volaric, (născut in 1932)
- Zlata Volaric, (născut in 1930)
- Joost van den Vondel, (1587-1679), dramaturg olandez, poet
- Andrei Voznesensky, (născut în 1933)

#### Vr
- Stanko Vraz, (1810-1851)